# Tonga nos Jogos Olímpicos de Verão de 1984
Tonga participou dos Jogos Olímpicos pela primeira vez nos Jogos Olímpicos de Verão de 1984 em Los Angeles, Estados Unidos.

## Resultados por Evento

### Boxe
Peso Super-Pesado (+ 91 kg)
- William Pulu
  - Primeira Rodada – Bye
  - Quartas-de-Final – Perdeu para Robert Wells (TNG), KO-1